# 카스텔모루

카스텔모루

카스텔모루(프랑스어: Castelmaurou)는 프랑스 미디피레네 오트가론주에 위치한 도시로 면적은 16.77km2, 인구는 3,400명(2008년 기준), 인구 밀도는 200명/km2이다.

시 문장

## 인구
| 연도 | 인구  | ±%    |
| ---- | ----- | ----- |
| 809  | 1,968 | —     |
| 918  | 1,975 | +0.4% |
| 1458 | 1,982 | +0.4% |
| 1611 | 1,990 | +0.4% |
| 2849 | 1,999 | +0.5% |
| 3261 | 2,008 | +0.5% |
| 3400 |       | —     |